# شمعي المنقار
شمعي المنقار أو التُّرْتُور أو البَنْغَالي (الاسم العلمي: Estrilda) هي جنس من الطيور يتبع فصيلة شمعية المنقار من الرتبة العصفوريات.